# بوخيا

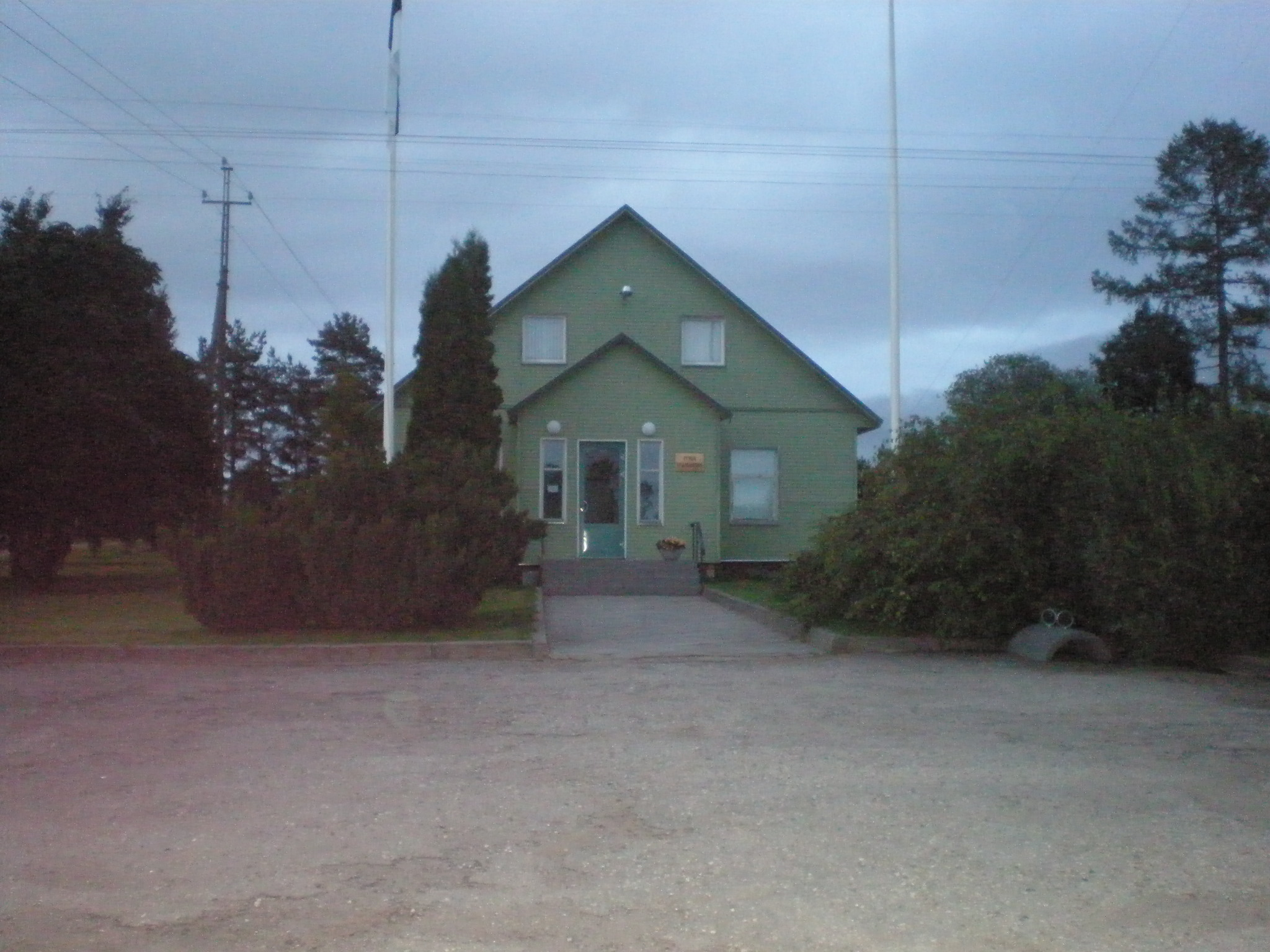
مبنى سلطات بوخيا

بوخيا (بالإستونية:Puhja) هي بلدية في تارتو في إستونيا، تبعد عن تارتو حوالي 25 كلم، يبلغ عدد سكانها 2426 (إحصائيات يناير 2008). تبلغ مساحة بوخيا 169,6 كلم²، القرى التي تنتمي إلى البلدية هي هيريانورما، يارفاكولا، كايمي، كوريكولا، ميزانورما، مازيليا، نازيا، بالوبوخيا، بوريكولا، ريداكيلا، رامسي، ساري، تيلمى، تاناسيلما، أوليلا، فيهافو، فولينغي وفوسيفيري. يوجد بها أقدم كنيسة في جنوب إستونيا والتي يرجع تاريخها إلى عام 1374. تشتهر بوخيا بصناعة الخث. أول ذكر تاريخي للمنطقة يعود إلى عام 1397. تم تأسيس أول مدرسة للدراسة عام 1686، وبين عامي 1701 و1708 اشتغل فيها كمدرس الشاعر الإستوني كاسو هانس الذي كان أول شاعر في إستونيا.
تغطي المستنقعات حوالي 35% من مساحة المنطقة، و 24% من الغابات. منذ عام 1991 يوجد شراكة بين بلدية كوموانين في فنلندا وبوخيا.

## وصلات خارجية
- الموقع الرسمي (باللغة الإستونية)